# 恩特勒布赫

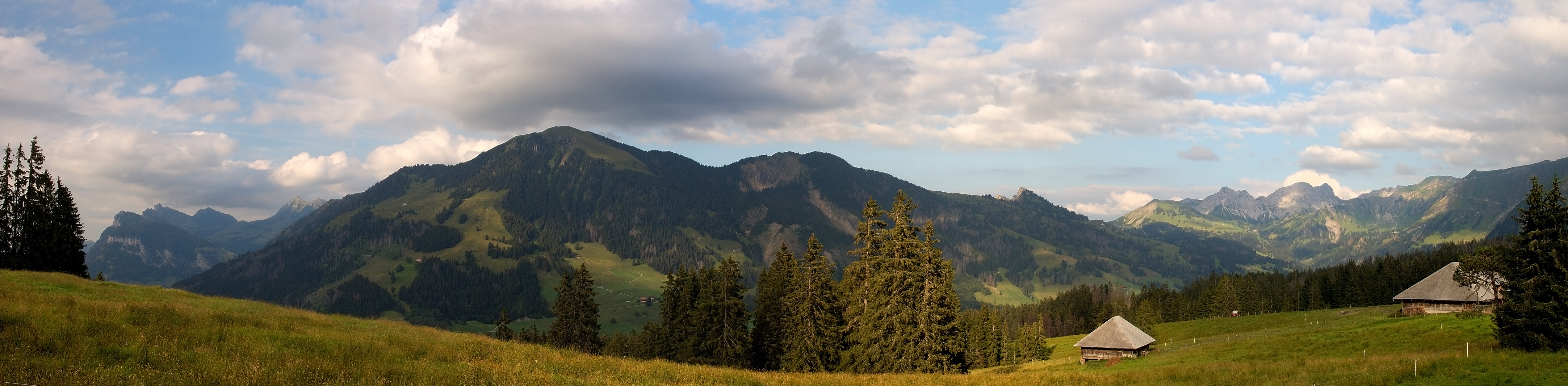
恩特勒布赫风景

恩特勒布赫 （Entlebuch）是瑞士卢塞恩州的一个镇，恩特勒布赫区的治所。

## 地理
恩特勒布赫面积为 57平方（22平方英里），在这个区域内，50.1%为农业用地，42.6%为森林。其余土地中，3.7%为居住用地（建筑或道路），剩下的3.6%为河流、冰川等。

## 人口
2007年，恩特勒布赫人口为3,307人，其中4.4%为外国籍。在最近十年中，人口下降了3.4%。大部份人说德语（96.7%），阿尔巴尼亚语为第二流通语言（0.7%），意大利语为第三（0.6%）。
恩特勒布赫人口失业率为0.84%。
2007年大选中，基督教民主人民党获得了43%的选票，其余3个获得较多票数的政党为人民党、自由民主党和社会民主党。

## 气候
恩特勒布赫平均一年有150.5天下雨，年平均降雨量为1487mm。8月为最潮湿的月份，降雨量为173mm，该月平均下雨天数为13.2天。5月份为降雨天数最多的月份，平均为15.1天，降雨量148mm。10月为最干燥的月份，降雨量为91mm。